# Sanktuarium św. Walentego w Bieruniu
Sanktuarium św. Walentego – rzymskokatolickie sanktuarium znajdujące się w Bieruniu, należące do parafii św. Bartłomieja Apostoła w Bieruniu, dekanatu Bieruń i archidiecezji katowickiej.

## Historia
Sanktuarium św. Walentego, zwane przez mieszkańców Bierunia „Walencinkiem” jest kościołem drewnianym o konstrukcji wieńcowej, należy do parafii św. Bartłomieja w Bieruniu. Posiada ono wszystkie cechy charakterystyczne dla górnośląskiej drewnianej architektury kościelnej. Położone na wschodnim przedmieściu Bierunia, poza historycznymi granicami miasta, znajduje się dzisiaj na cmentarzu, który do końca XVIII wieku służył za miejsce pochówku dla ludzi niegodnych pogrzebania na cmentarzu parafialnym.
Data powstania kościoła nie jest pewna. Pierwsza historyczna wzmianka o jego istnieniu pochodzi dopiero z 1628 i zawarta jest w sprawozdaniu wizytacyjnym ostatniego ewangelickiego dziekana pszczyńskiego Johanna Hoffmanna. Według niego sanktuarium powstało najprawdopodobniej w latach 1623–1626, gdy kościół św. Bartłomieja znajdował się w rękach protestantów (do 1645). W latach 1677–1680 zastępowało kościół parafialny św. Bartłomieja, który spłonął w czasie pożaru miasta. Wtedy to rozkwitł kult świętego Walentego, który przekroczył granice parafii bieruńskiej. W 1725 przeprowadzono gruntowny remont tej świątyni. W 1845 w Bieruniu wybuchł wielki pożar, który strawił kościół parafialny i po raz kolejny życie religijne przeniesiono do „Walencinka”.
W 1929 kościół został uznany za zabytek. Gruntowną renowację wnętrza przeprowadzono w 1942 z inicjatywy ks. Jana Trochy. 

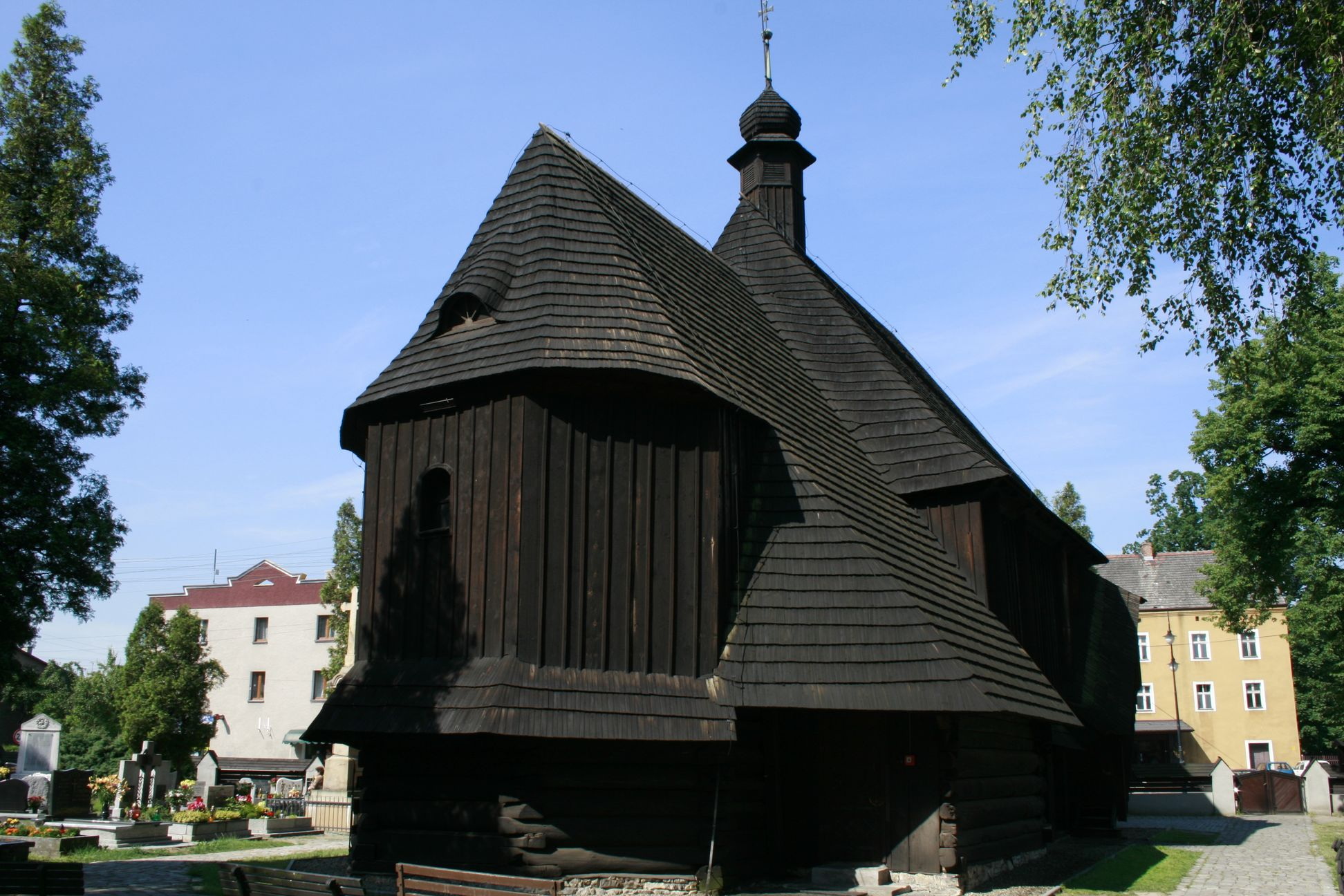
Sanktuarium od strony cmentarza

Po II wojnie światowej bieruński „Walencinek” formalnie został otoczony prawną opieką państwa. W niedzielę dnia 2 maja 1971 miał miejsce pożar kościoła. Wybuchł on z powodu wadliwej instalacji elektrycznej. Pożar ugaszono, a odbudowę rozpoczęto natychmiast. Kościół jednak po raz drugi stanął w płomieniach 14 marca 1972 z powodu umyślnego podpalenia. Szkody były poważniejsze. Spłonął cały dach i sufit, belki stropowe nadawały się do wymiany, a ogień zajął także górne partie ścian bocznych. Prace konserwatorsko-renowacyjne i całkowita odbudowa, aby przywrócić stan sprzed pożaru zakończyły się w 1984. Sanktuarium posiada relikwie św. Walentego, których autentyczność potwierdzona jest dokumentem z 28 lutego 1961. W dniu 13 lutego 2015 świątynia została podniesiona do godności sanktuarium św. Walentego.
Sanktuarium należy do Szlaku Architektury Drewnianej województwa śląskiego.

## Kult
Święty Walenty jest patronem od chorób umysłowych i padaczki, których objawy powszechnie uznawane były za znamiona obłędu czy wręcz opętania. Należy zauważyć, że wtedy za opętanych uważano również: zabójców, samobójców i innych, którym właśnie jako opętanym odmawiano zwyczajnego obrzędu. Tym samym święty Walenty był najodpowiedniejszym patronem świątyni zlokalizowanej w bliskości mogił tych ludzi.

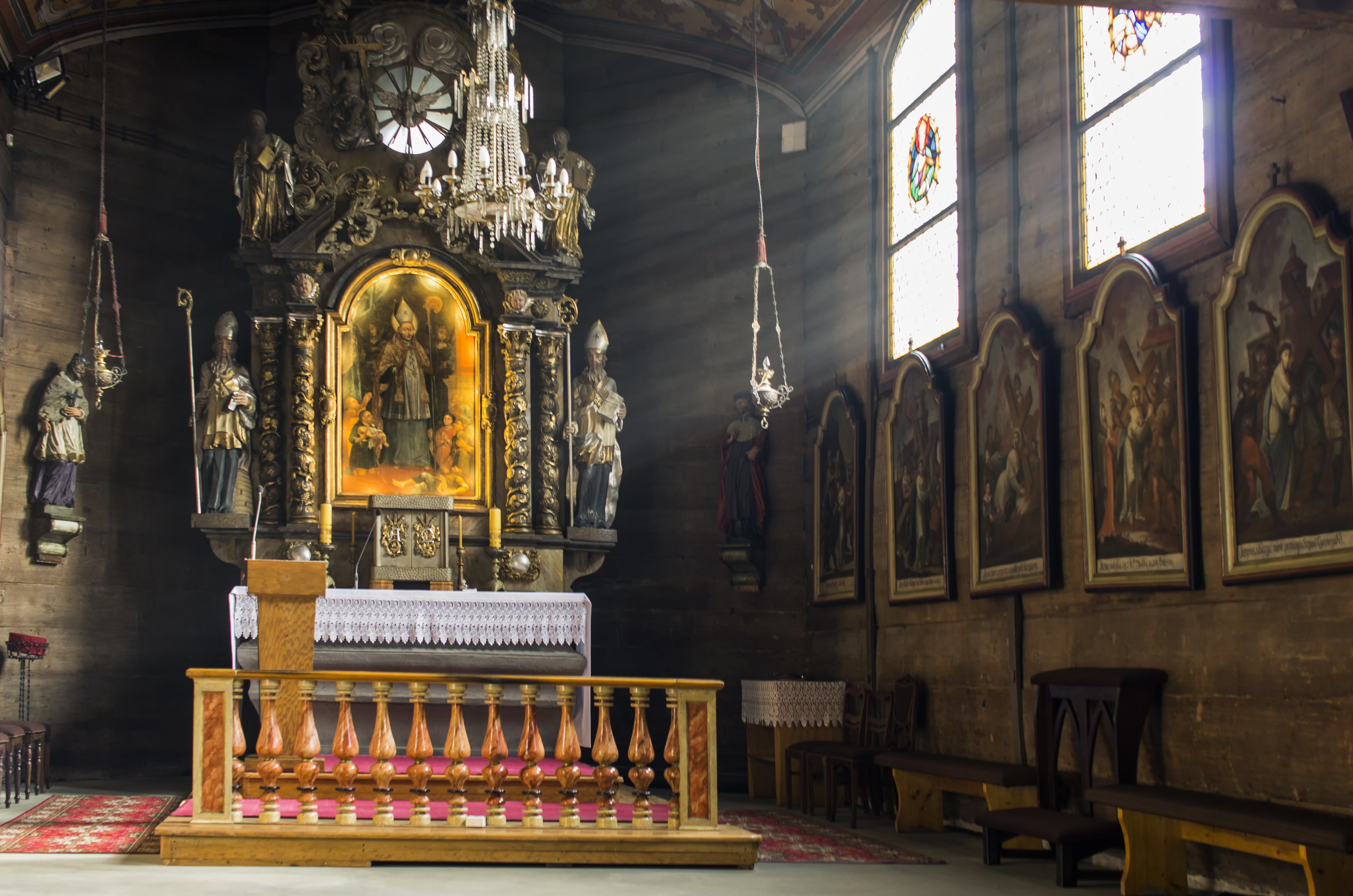
Wnętrze świątyni – ołtarz

O dawnym kulcie św. Walentego w Bieruniu świadczy śpiewana do dziś pieśń: „O tym świętym Walencinie” wywodząca się ze średniowiecza. Już wtedy św. Walenty zaliczany był do czternastu Świętych Wspomożycieli. Nabożeństwo do św. Walentego jest znane na Śląsku od XVII wieku Kościół od początku swego istnienia był nie tylko kościołem zastępczym, ale też miejscem ucieczki i schronienia. Wstawiennictwu św. Walentego przypisuje się ocalenie miasta od zarazy w 1831. Rachunki parafialne z 1720 ukazują jak wielkim świętem był dzień św. Walentego – wysokość kolekty świadczy o tym, że na tę okazję pielgrzymowano z całej bliższej i dalszej okolicy. W 1787 proboszcz ks. Jan Kanty Żychoń uzyskał z Rzymu odpust na święto św. Bartłomieja i św. Walentego. Od tego czasu odpust św. Walentego ściągał z całej okolicy tłumy ludzi. W okresie międzywojennym dzieci na tę okazję były zwalniane ze szkół, gdyż odpust jest zawsze obchodzony w dniu 14 lutego. Po wojnie powstał zwyczaj, że sumę odpustową odprawia biskup. Od 28 lutego 1961 kościół jest w posiadaniu relikwii św. Walentego, które corocznie całują rzesze wiernych idących na kolanach dookoła ołtarza. Pielgrzymi 14 lutego po mszach świętych przechodzą na kolanach wokół prezbiterium i całują relikwie tego świętego.
20 grudnia 2003 św. Walenty został ustanowiony patronem Bierunia.